# マークスマン (映画)
『マークスマン』（The Marksman）は、2021年のアメリカ合衆国のアクションスリラー映画。監督はロバート・ロレンツ、出演はリーアム・ニーソンとジェイコブ・ペレスなど。アリゾナ州の国境の町に住む牧場主で元海兵隊員の初老の男性が、メキシコの麻薬カルテルに追われる少年を遠いシカゴの親戚のもとに送り届けようとする逃避行を描いている。

## ストーリー
元海兵隊員のジム・ハンソン（リーアム・ニーソン）は、アリゾナ州のメキシコ国境沿いで牧場を営んでいた。愛妻が病死し、高額の医療費で牧場も手放さざるを得なくなるジム。金策に走り回るある日、ジムは不法に国境を超える11才のメキシコ人少年ミゲルと、母親のローサに出会った。見逃してくれたら大金を渡すと頼むローサ。だが、ローサは追って来たマウリシロの一味に撃たれてしまった。応戦し、マウリシロの弟を射殺するジム。ローサはジムに、シカゴに住む親戚の家までミゲルを送って欲しいと言い残し、息を引き取った。
ジムの車に残っていたローサのバッグには、大金が詰まっていた。それは、ローサの兄がメキシコの麻薬カルテルから奪ったものだった。カルテルはローサの兄を無残に殺し、配下のマウリシロにローサ母子を追わせていたのだ。ミゲルがメキシコに強制送還されたら、報復と見せしめでカルテルに殺される。ジムは、金のことは誰にも言わずに、自分一人でミゲルをシカゴまで送り届けると決め、おんぼろトラックで出発した。
国境でジムが母子を見逃していたら、逃げ切れたかも知れない。そう考えてジムに反撥するミゲル。だが、孤独な者同士、旅が続くうちに、ジムとミゲルは打ち解けて行った。一方、弟を殺されたマウリシロは、執拗に追跡を続けた。資金と人員が豊富なカルテルは、クレジットカードの使用履歴を簡単に追跡し、警察官も買収してジムとミゲルを追い詰めた。
車を失い、無人の農場に逃げ込むジムとミゲル。マウリシロと一味を殺したジムは、重傷を負ったことを隠したまま、シカゴの町に辿り着いた。親戚一家に暖かく迎え入れられるミゲル。それを見届けたジムは、黙って立ち去り、病院にも寄らずに、アリゾナ行きのバスに乗り込んだ。

## キャスト
※括弧内は日本語吹替。
- ジム・ハンソン: リーアム・ニーソン（山路和弘）

元海兵隊の狙撃員。妻に先立たれている。
- ミゲル: ジェイコブ・ペレス（亜利美里）

ローラの息子。11歳。
- サラ・ペニントン: キャサリン・ウィニック（斎藤楓子）

ジムの血のつながっていない娘。警官。
- マウリシオ: フアン・パブロ・ラバ（英語版）（濱野大輝）

麻薬カルテルの一員。
- ローサ: テレサ・ルイス（英語版）（山口立花子）

ミゲルの母親。撃たれて死亡する。
- ランドール・ブレナン: ディラン・ケニン
- エベレット・クローフォード: ルース・レインズ

## 製作
もともと『The Minuteman』というタイトルであった本作は、2019年5月に、リーアム・ニーソンが主演することとともに発表された 。2019年9月、ウィニックとラバが映画のキャストに加わったことが発表された。
主な撮影は、ロレイン郡、ポーテージ郡、およびオハイオ州チャードンで行われた。またニューメキシコ州でも行われ、2019年10月に撮影は終了した。

## 公開
『マークスマン』は2021年1月15日に米国で劇場公開された。

## 評価
Rotten Tomatoesによれば、108件の評論のうち高評価は39%にあたる42件で、平均点は10点満点中5.3点、批評家の一致した見解は「『マークスマン』はリーアム・ニーソンを主役に据えたことで恩恵を受けているが、この定型的なアクションスリラーはもっと上を目指すべきものであった。」となっている。
Metacriticによれば、22件の評論のうち、高評価は2件、賛否混在は19件、低評価は1件で、平均点は100点満点中44点となっている。